# DLX5
DLX5‏ (Distal-less homeobox 5) هوَ بروتين يُشَفر بواسطة جين DLX5 في الإنسان.